# كوبا ليبرتادوريس 2019
بطولة كوبا ليبرتادوريس 2019 هي النسخة الستين من كونميبول ليبرتادوريس (ويشار إليه أيضا باسم كوبا ليبرتادوريس)، وهي بطولة الأندية لكرة القدم الرئيسية في أمريكا الجنوبية التي تنظمها هيئة كونميبول.
سيتأهل الفائز في كأس ليبرتادوريس 2019 لكأس العالم للأندية لكرة القدم 2019 في قطر، ويحصل على حق اللعب ضد الفائزين بكأس كوبا سودأمريكانا لعام 2019 في ريكوبا سودأمريكانا عام 2020. كما أنه سيتأهل تلقائيا لمرحلة مجموعات لكوبا ليبرتادوريس لعام 2020.
في عام 2017، اقترح كونميبول أن يلعب نهائي كوبا ليبرتادوريس كمباراة واحدة بدلا من مرحلتين. وفي 23 فبراير 2018، أكد كونميبول أنه اعتبارا من هذه الطبعة، سيتم لعب المباراة النهائية كمباراة واحدة في مكان يتم اختياره مسبقا، وفي 11 يونيو 2018 بعد اجتماع المجلس في موسكو، أكدت الكونفدرالية أن المباراة النهائية سوف تقام في 23 نوفمبر 2019. في 14 أغسطس 2018، أكد كونميبول أنه سيتم لعب المباراة النهائية في سانتياغو، تشيلي في الملعب الوطني.
ريفر بليت هو حامل اللقب.

## الجدول الزمني
الجدول الزمني للمسابقة هو كما يلي. بعد تغيير مواعيد كوبا أمريكا 2019، أصدر الاتحاد البرازيلي لكرة القدم في 3 أكتوبر 2018 تقويمه للسنة التالية، مع تواريخ جديدة لبطولة كوبا ليبرتادوريس. تقام مباريات المرحلة الأولى الثلاثاء والأربعاء والخميس بدلا من الاثنين والجمعة في الموسمين الأخيرين. يتم لعب مباريات مرحلة المجموعات في ستة أيام من المباريات بدلا من أن تكون موزعة على فترة أطول.
| المرحلة         | تاريخ القرعة                    | المحطة الأولى | المحطة الثانية |
| --------------- | ------------------------------- | --- | --- |
| المرحلة الأولى  | 17 ديسمبر 2018 (لوكي، باراغواي) | 22–24 يناير 2019 | 29–31 يناير 2019 |
| المرحلة الثانية | 17 ديسمبر 2018 (لوكي، باراغواي) | 5–7 فبراير 2019 | 12–14 فبراير 2019 |
| المرحلة الثالثة | 17 ديسمبر 2018 (لوكي، باراغواي) | 19–21 فبراير 2019 | 26–28 فبراير 2019 |
| مرحلة المجموعات | 17 ديسمبر 2018 (لوكي، باراغواي) | - يوم المباريات 1: 5–7 مارس 2019 - يوم المباريات 2: 12–14 مارس 2019 - يوم المباريات 3: 2–4 أبريل 2019 - يوم المباريات 4: 9–11 أبريل 2019 - يوم المباريات 5: 23–25 أبريل 2019 - يوم المباريات 6: 7–9 مايو 2019 | - يوم المباريات 1: 5–7 مارس 2019 - يوم المباريات 2: 12–14 مارس 2019 - يوم المباريات 3: 2–4 أبريل 2019 - يوم المباريات 4: 9–11 أبريل 2019 - يوم المباريات 5: 23–25 أبريل 2019 - يوم المباريات 6: 7–9 مايو 2019 |
| دور الـ16       | 13 مايو 2019 (لوكي، باراغواي)   | 23–25 يوليو 2019 | 30 يوليو – 1 أغسطس 2019 |
| ربع النهائي     | 13 مايو 2019 (لوكي، باراغواي)   | 20–22 أغسطس 2019 | 27–29 أغسطس 2019 |
| نصف النهائي     | 13 مايو 2019 (لوكي، باراغواي)   | 1–2 أكتوبر 2019 | 22–23 أكتوبر 2019 |
| النهائي         | 13 مايو 2019 (لوكي، باراغواي)   | 23 نوفمبر 2019 في ملعب خوليو مارتينيز برادانوس الوطني، سانتياغو | 23 نوفمبر 2019 في ملعب خوليو مارتينيز برادانوس الوطني، سانتياغو |

## القرعات
أتلتيكو ناسيونال

 إنديبندينتي ميديلين
 برشلونة جواياكويل

 نادي إيميلك
 أليانزا ليما

 نادي سبورتينغ كريستال
 نادي بوليفار

 ذي سترونغيست
 نادي بالستينو

 نادي أونيفرسيداد كاتوليكا

 نادي أونيفرسيداد دي تشيلي
 نادي كاراكاس

 أتلتيكو مينيرو

 نادي بالميراس

 سيرو بورتينيو

 نادي ليبرتاد

 ناسيونال أسونسيون

 غريميو بورتو أليغرينزي

 نادي دانوبيو

 ديفينسور سبورتينغ

 ناسيونال مونتيفيديو

 بنيارول
 بوكا جونيورز

 هوراكان

 ريفر بليت

عقدت القرعة للمرحلة التأهيلية ومرحلة المجموعات يوم 17 ديسمبر 2018، الساعة 20:30، التوقيت الصيفي لباراغواي (ت ع م−3)، في مركز كونميبول للمؤتمرات في لوكي، باراغواي.
تم تصنيف الفرق وفقا ل‍ترتيب كونميبول لبطولة كوبا ليبرتادوريس اعتبارا من 15 ديسمبر 2018 (كما هو موضح بين قوسين)، مع الأخذ بعين الاعتبار العوامل الثلاثة التالية:
1. الأداء في السنوات العشر الأخيرة، مع الأخذ بعين الاعتبار نتائج كوبا ليبرتادوريس في الفترة 2009–2018
2. المعامل التاريخية، مع الأخذ بعين الاعتبار نتائج كوبا ليبرتادوريس في الفترة 1960–2008
3. بطل البطولة المحلية، مع منح نقاط مكافأة لبطل الدوري المحلي في السنوات العشر الماضية

بالنسبة للمرحلة الأولى، تم تقسيم الفرق الستة إلى ثلاث مواجهات (E1–E3)، واستضافت فرق الوعاء 1 مباراة العودة.
| وعاء 1                                                         | وعاء 2                                                     |
| -------------------------------------------------------------- | ---------------------------------------------------------- |
| - ديفينسور سبورتينغ (35) - ناسيونال (37) - ريال غاركيلاسو (57) | - دلفين (87) - ديبورتيفو لا غوايرا (209) - بوليفار[†] (21) |

ملاحظات
1. † لم تكن هوية الفريق بوليفيا 4 معروفة في وقت السحب، وتم تصنيفه في الوعاء 2 في قرعة المرحلة الأولى.

بالنسبة للمرحلة الثانية، تم تقسيم الفرق الـ16 إلى ثمانية مواجهات (C1–C8)، مع استضافة الفرق من الوعاء 1 مباراة الإياب. لا يمكن سحب الفرق من نفس الرابطة إلى نفس المواجهة، باستثناء الفائزين في المرحلة الأولى، والتي تم تخصيصها للوعاء 2 والتي لم تكن هويتها معروفة في وقت السحب، ويمكن سحبها إلى نفس المواجهة مع فريق آخر من نفس الرابطة.
| الوعاء 1 | الوعاء 2 |
| --- | --- |
| - أتلتيكو ناسيونال (4) - أتلتيكو مينيرو (10) - ساو باولو (13) - ليبرتاد (23) - برشلونة (24) - أونيفرسيداد دي تشيلي (29) - إنديبندينتي ميديلين (64) - نادي كاراكاس (67) | - ميلغار (80) - بالستينو (84) - دانوبيو (85) - تاليريس (182) - ذي سترونغيست[†] (27) - الفائز في المرحلة الأولى E1 - الفائز في المرحلة الأولى E2 - الفائز في المرحلة الأولى E3 |

ملاحظات
1. † لم تكن هوية الفريق بوليفيا 3 معروفة في وقت السحب، وتم تصنيفه في الوعاء 2 في قرعة المرحلة الثانية.

أما بالنسبة للمرحلة الثالثة، فلم يكن هناك سحب وتم توزيع الفرق الثمانية في المواجهات الأربعة التالية (G1–G4)، وكان الفائزون في المرحلة الثانية بالترتيب الأعلى لكونميبول هم مضيفي مباراة العودة. وبما أن هوية الفائزين في المرحلة الثانية لم تكن معروفة وقت السحب، فإنه يمكن جذبهم إلى نفس المواجهة مع فريق آخر من نفس الرابطة.
- الفائز بالمرحلة الثانية C1 مقابل الفائز بالمرحلة الثانية C8
- الفائز بالمرحلة الثانية C2 مقابل الفائز بالمرحلة الثانية C7
- الفائز بالمرحلة الثانية C3 مقابل الفائز بالمرحلة الثانية C6
- الفائز بالمرحلة الثانية C4 مقابل الفائز بالمرحلة الثانية C5

وبالنسبة لمرحلة المجموعات، تم تقسيم الفرق الـ 32 إلى ثماني مجموعات (المجموعات من ألف إلى حاء) مكونة من أربعة فرق تضم فريقا واحدا من كل من الأواني الأربعة. لا يمكن سحب الفرق من نفس الرابطة في نفس المجموعة، باستثناء الفائزين في المرحلة الثالثة، الذين تم تعيينهم في وعاء 4 ولم تكن هويتهم معروفة وقت السحب، ويمكن سحبهم في نفس المجموعة مع فريق آخر من نفس الرابطة.
| وعاء 1 | وعاء 2 | وعاء 3 | وعاء 4 |
| --- | --- | --- | --- |
| - ريفر بليت[TH] (1) - بوكا جونيورز (2) - غريميو (3) - ناسيونال (5) - بنيارول (6) - بالميراس (7) - كروزيرو (9) - أوليمبيا (12) | - أتلتيكو باراناينسي[CS] (53) - سان لورينزو (14) - سيرو بورتينيو (15) - إيميلك (16) - إنترناسيونال (25) - نادي فلامنغو (30) - أونيفرسيداد كاتوليكا (33) - سبورتينغ كريستال (34) | - خورخي ويلسترمان (41) - روزاريو سنترال (43) - إل. دي. يو. كيتو (46) - جونيور (51) - أليانزا ليما (55) - هوراكان (59) - غودوي كروز (60) - زامورا (69) | - ديبورتيفو لارا (72) - ديبورتيس توليما (76) - جامعة كونسبسيون (152) - سان خوسيه[†] (83) - الفائز في المرحلة الثالثة G1 - الفائز في المرحلة الثالثة G2 - الفائز في المرحلة الثالثة G3 - الفائز في المرحلة الثالثة G4 |

ملاحظات
1. TH المدافع عن لقب كوبا ليبرتادوريس، تم تصنيفه تلقائيًا في وعاء 1، وتعيينه في المجموعة أ خلال قرعة مرحلة المجموعات.
2. CS المدافع عن لقب كوبا سود أمريكانا، وضع تلقائيا في وعاء 2 خلال قرعة على مرحلة المجموعات.
3. † لم تكن هوية فريق بوليفيا 2 معروفة في وقت السحب، وتم وضعه في وعاء 4 خلال قرعة على مرحلة المجموعات.

## المباراة النهائية

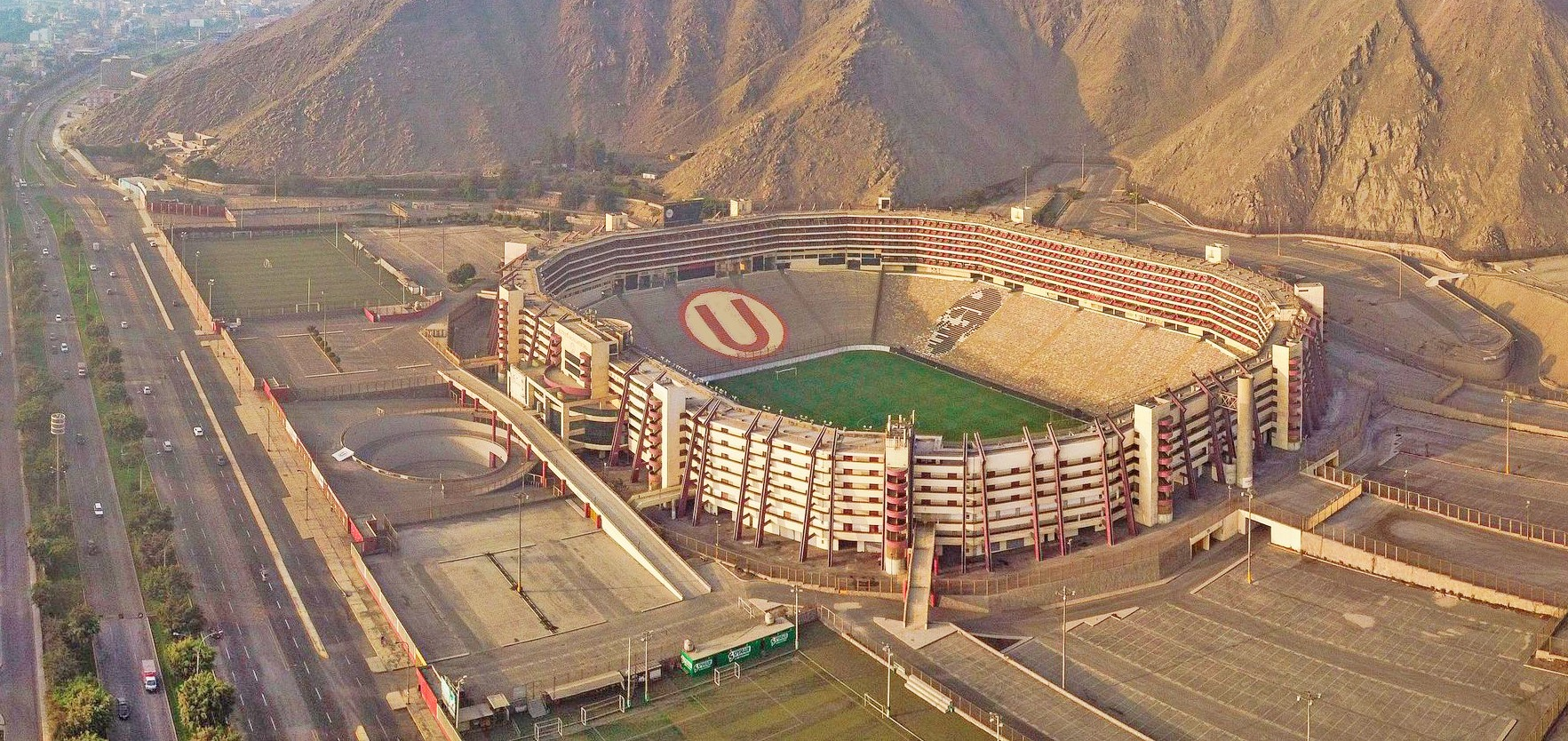
ملعب مونمينتال يو، عام 2021

| فلامنغو                    | 2 - 1 | ريفر بليت |
| -------------------------- | ----- | --------- |
| غابرييل باربوسا 89'، 90+2' | تقرير | بوري 14'  |

## وصلات خارجية
- كونميبول ليبرتادوريس 2019، CONMEBOL.com